# Jana Vápeníková
Jana Vápeníková (* 10. července 1964 Ústí nad Labem), rozená Kulhavá, je bývalá česká biatlonistka.
Startovala na ZOH 1992 a 1994, jejím jediným individuálním umístěním je 43. místo ve vytrvalostním závodě v Albertville 1992. Ve štafetových olympijských závodech dosáhla sedmého (1994) a osmého místa (1992). Na světových šampionátech získala bronzovou medaili v družstvech (1992) a zlatou medaili ve štafetách (1993).